# Bascanichthys
Bascanichthys är ett släkte av fiskar. Bascanichthys ingår i familjen Ophichthidae.
Kladogram enligt Catalogue of Life:
| Bascanichthys | \| \| Bascanichthys bascanium \| \| \| \| \| \| Bascanichthys bascanoides \| \| \| \| \| \| Bascanichthys ceciliae \| \| \| \| \| \| Bascanichthys congoensis \| \| \| \| \| \| Bascanichthys cylindricus \| \| \| \| \| \| Bascanichthys deraniyagalai \| \| \| \| \| \| Bascanichthys fijiensis \| \| \| \| \| \| Bascanichthys filaria \| \| \| \| \| \| Bascanichthys inopinatus \| \| \| \| \| \| Bascanichthys kirkii \| \| \| \| \| \| Bascanichthys longipinnis \| \| \| \| \| \| Bascanichthys myersi \| \| \| \| \| \| Bascanichthys panamensis \| \| \| \| \| \| Bascanichthys paulensis \| \| \| \| \| \| Bascanichthys pusillus \| \| \| \| \| \| Bascanichthys scuticaris \| \| \| \| \| \| Bascanichthys sibogae \| \| \| \| |
|               | \| \| Bascanichthys bascanium \| \| \| \| \| \| Bascanichthys bascanoides \| \| \| \| \| \| Bascanichthys ceciliae \| \| \| \| \| \| Bascanichthys congoensis \| \| \| \| \| \| Bascanichthys cylindricus \| \| \| \| \| \| Bascanichthys deraniyagalai \| \| \| \| \| \| Bascanichthys fijiensis \| \| \| \| \| \| Bascanichthys filaria \| \| \| \| \| \| Bascanichthys inopinatus \| \| \| \| \| \| Bascanichthys kirkii \| \| \| \| \| \| Bascanichthys longipinnis \| \| \| \| \| \| Bascanichthys myersi \| \| \| \| \| \| Bascanichthys panamensis \| \| \| \| \| \| Bascanichthys paulensis \| \| \| \| \| \| Bascanichthys pusillus \| \| \| \| \| \| Bascanichthys scuticaris \| \| \| \| \| \| Bascanichthys sibogae \| \| \| \| |
|               | Bascanichthys bascanium |
|               | |
|               | Bascanichthys bascanoides |
|               | |
|               | Bascanichthys ceciliae |
|               | |
|               | Bascanichthys congoensis |
|               | |
|               | Bascanichthys cylindricus |
|               | |
|               | Bascanichthys deraniyagalai |
|               | |
|               | Bascanichthys fijiensis |
|               | |
|               | Bascanichthys filaria |
|               | |
|               | Bascanichthys inopinatus |
|               | |
|               | Bascanichthys kirkii |
|               | |
|               | Bascanichthys longipinnis |
|               | |
|               | Bascanichthys myersi |
|               | |
|               | Bascanichthys panamensis |
|               | |
|               | Bascanichthys paulensis |
|               | |
|               | Bascanichthys pusillus |
|               | |
|               | Bascanichthys scuticaris |
|               | |
|               | Bascanichthys sibogae |
|               | |